# John Leake

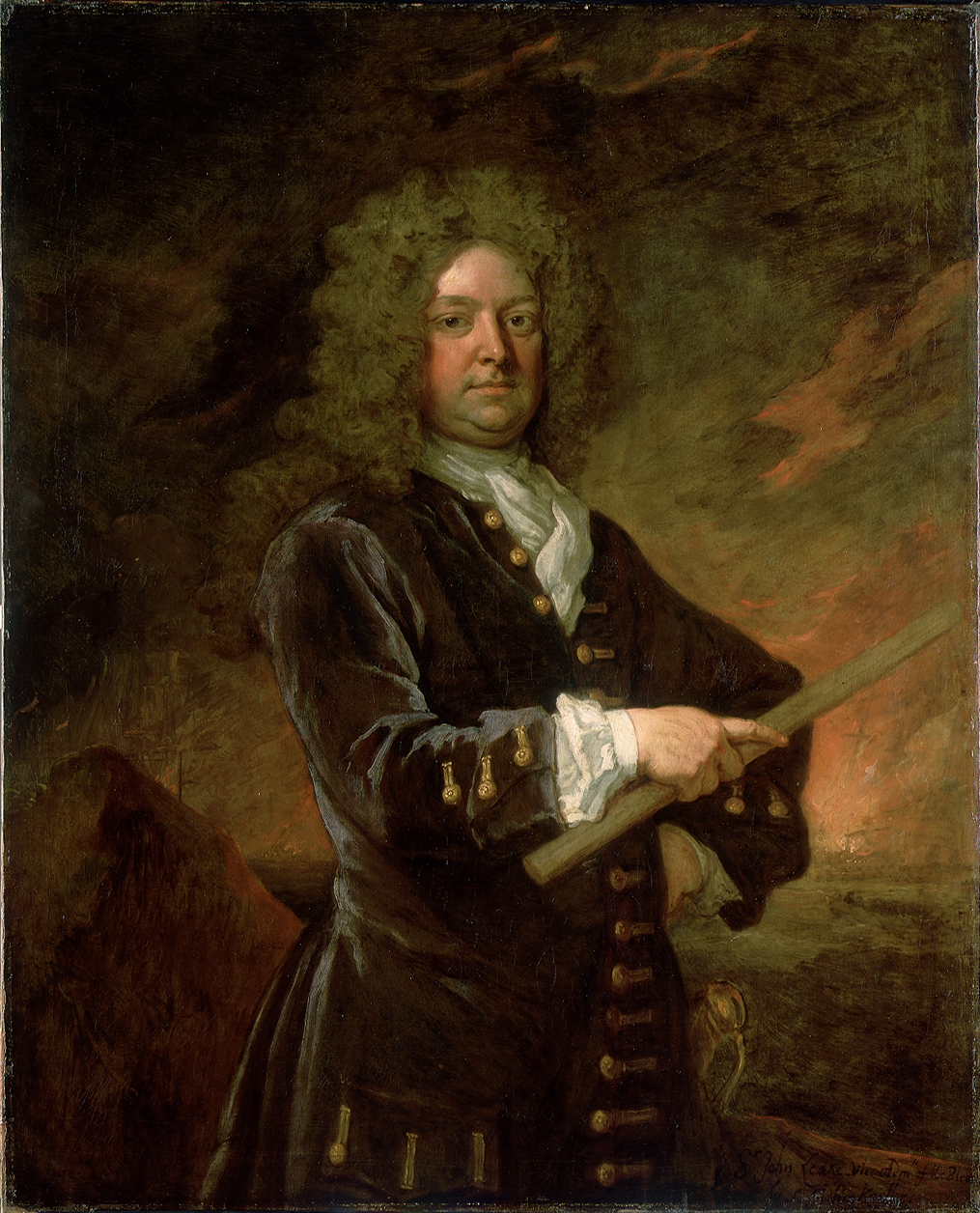
Sir John Leake

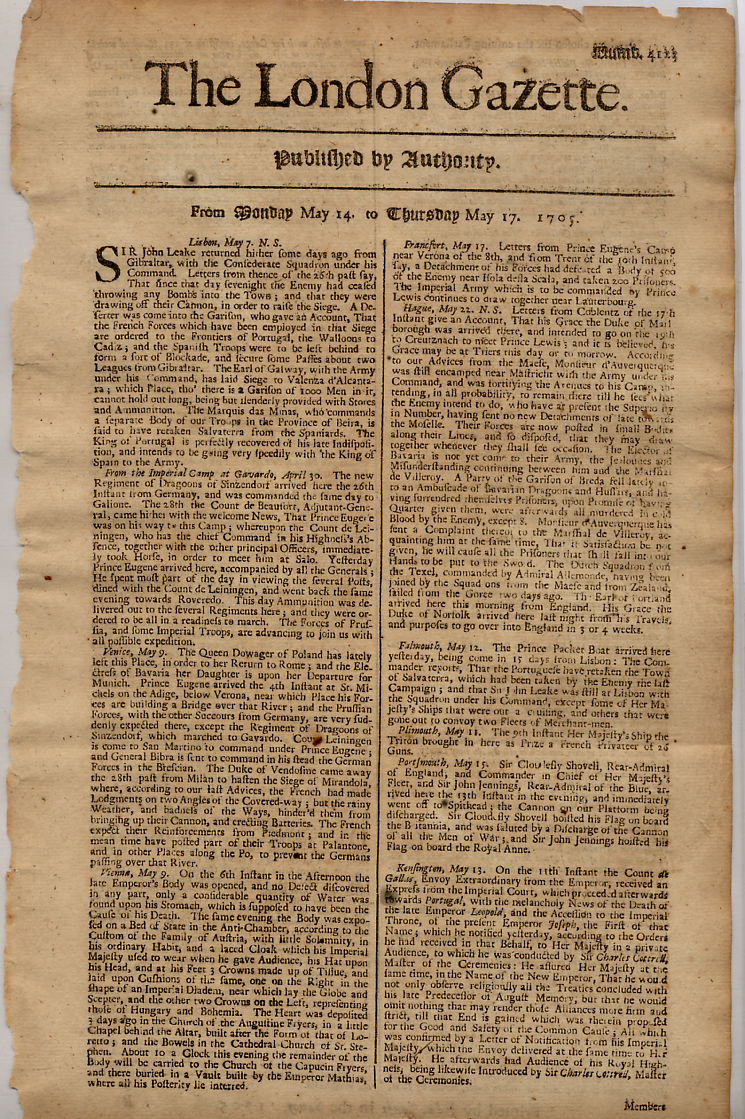
The London Gazette vom 14. Mai 1705 mit einem Bericht über die Rückkehr Leakes von der Schlacht bei Cabrita

Sir John Leake (* 4. Julijul. / 14. Juli 1656greg. in Rotherhithe; † 21. Augustjul. / 1. September 1720greg. in Greenwich) war ein englischer bzw. britischer Marineoffizier, zuletzt im Rang eines Admiral of the Fleet.

## Leben
Leake war Sohn des Master-Gunners der Royal Navy Richard Leake und diente im Dritten Englisch-Niederländischen Krieg unter Edward Spragge. Er trat nach dem Krieg in die Handelsmarine ein wechselte aber wieder.
Am 24. September 1688 übernahm er das Kommando über die Firedrake und nahm am 1. Mai 1689 an der Seeschlacht vor der Bantry Bay teil, wo es ihm gelang das französische Linienschiff Diamant in Brand zu setzen. Zwei Tage nach der Schlacht wurde ihm das Kommando über die Dartmouth (40 Kanonen) übertragen, mit der er am 28. Juli 1689 an der Beseitigung einer Schwimmsperre teilnahm die die Versorgung des belagerten Derry verhinderte. Erneut wurde Leake das Kommando über ein größeres Schiff übergeben, die Oxford (54 Kanonen). Bald darauf wechselte er auf die Eagle (70 Kanonen), mit der er unter Admiral Edward Russell am 19. Mai 1692 an der Seeschlacht bei Barfleur teilnahm.
Im Juli 1693 wechselte Leake auf die Ossory (90 Kanonen), mit der er bis zum Frieden von Rijswijk unter Russell im Mittelmeer kreuzte. Es folgten Verwendungen auf der Kent, Berwick und der Exeter. Mit letzterer befehligte er von Juli bis Oktober 1702 ein Geschwader von acht Schiffen die vor der Küste Neufundlands der französischen Fischerei während des Spanischen Erbfolgekrieges schweren Schaden zufügten. Im Dezember wurde er zum Rear Admiral of the Blue ernannt, am 1. März 1703 zum Vice Admiral of the Blue.
Unter Admiral George Rooke nahm er an der Einnahme von Gibraltars teil und kämpfte im August 1704 in der Schlacht bei Vélez-Málaga. Im März 1705 schlug er das französische Blockadegeschwader unter Admiral Jean-Bernard de Pointis in der Seeschlacht bei Marbella. Der Besitz Gibraltars war damit gesichert. Ende 1705 nahm er an der Einnahme Barcelonas teil und entsetzte die Stadt im April 1706. Im gleichen Jahr eroberte er Alicante und Mallorca.
1707 erfolgte seine Beförderung zum Admiral of the White und die Übernahme des Oberbefehls im Mittelmeer, wo es ihm 1708 gelang Sardinien und Menorca zu erobern. 1708 wurde er Admiral of the Fleet und 1710 zum Ersten Lord der Admiralität ernannt. Von 1708 bis 1714 war er Parlamentsabgeordneter für Rochester. 1714 trat er in den Ruhestand.
Leake verstarb 1720 in Greenwich und wurde in einer Kirche in Stepney begraben. Seine Frau Christiane und sein Sohn Richard waren bereits vor ihm gestorben.